# Juzet-de-Luchon
Juzet-de-Luchon è un comune francese di 398 abitanti situato nel dipartimento dell'Alta Garonna nella regione dell'Occitania.

## Società

### Evoluzione demografica
Abitanti censiti